# Catalunya Ràdio
Catalunya Ràdio es una cadena de radio española, generalista y de ámbito catalán. Es la emisora principal del servicio público autonómico de radiodifusión en Cataluña, integrado además por otras tres emisoras (Catalunya Informació, Catalunya Música, e iCat). Forma parte junto a Televisión de Cataluña, de la Corporación Catalana de Medios Audiovisuales. Catalunya Ràdio emite una programación de carácter generalista, íntegramente en catalán.

## Historia

### Inicio
En 1983, el gobierno autonómico de Cataluña, al amparo de su Estatuto de Autonomía, decidió poner en marcha su primera cadena de radio, con el objetivo de promocionar y difundir la lengua y la cultura catalanas. El 1 de octubre de 1982 se nombró como director del proyecto de Catalunya Ràdio a Jordi Costa Riera. El 28 de abril de 1983 fueron comprados los locales de Diagonal, 614 que más tarde se convertirían en los estudios de Catalunya Ràdio, nombre que fue aprobado el 13 de mayo del mismo año. Las primeras señales radioeléctricas fueron emitidas el 17 de junio y finalmente a la medianoche del 19 al 20 de junio de 1983 la emisora inició sus emisiones, siendo Miquel Calçada el elegido para pronunciar las primeras palabras, acompañadas de una canción del cantautor catalán Lluís Llach. Las palabras en catalán, fueron las siguientes; «Són les zero hores, zero minuts del dia 20 de juny del 1983. Comencem en aquest moment una feina volguda i important: la posada en marxa de Catalunya Ràdio». No obstante, Catalunya Ràdio no fue la primera emisora que emitió en lengua catalana, Ràdio Barcelona ya lo había hecho durante el primer tercio del siglo XX.

### Expansión
Un año después, en marzo de 1984, Catalunya Ràdio consiguió la cobertura del 80% del territorio y del 90% de la población catalana. En 1986 entraron en funcionamiento las delegaciones territoriales. En 1989, seis años después de su nacimiento, lideró por primera vez las audiencias de Cataluña. Desde 1994 este liderazgo se ha mantenido de forma ininterrumpida hasta 2009, cuando cede el testimonio a RAC1.
En 1995 Josep Maria Clavaguera es elegido director de Catalunya Ràdio, cargo que ocupa hasta que en 2002 es destituido por el entonces director de la Corporación Catalana de Radio y Televisión, Miquel Puig. Como sustituto es designado Eugeni Cabanes, periodista que dirigirá la emisora pública durante dos años.

### Vigésimo aniversario
En 2003 se celebra el vigésimo aniversario de la emisora, utilizando el lema "La fuerza de los 20 años" (lema que fue compartido con la cadena de televisión TV3). Por ese motivo durante el mes de junio del mismo año, un conjunto de oyentes y la mayoría de equipo de la emisora disfrutaron de un crucero por el mar Mediterráneo. Además, el 21 de junio se celebró El concierto del vigésimo aniversario de Catalunya Ràdio, concierto que tuvo lugar al Liceu y que fue retransmitido en directo por la misma emisora y por la cadena a de televisión, entonces conocida como Canal 33. En 2004 Montserrat Minobis asume la dirección de Catalunya Ràdio, en un período marcado por la inestabilidad interna de la empresa, que desemboca en una huelga de sus trabajadores en el año 2005 y en la marcha de dos de sus principales estrellas, Toni Clapés y Jordi Basté, a RAC1. En julio de 2005, un año después de acceder al cargo, Minobis deja la dirección a Oleguer Sarsanedas. Para la temporada 2005/06 se incorporan los periodistas Joan Barril, con el programa El café de la República, Bernat Soler al frente de Els millors anys de la nostra vida y Xavier Grasset, quien ocupa las tardes con el magacín De quatre a set. Sin embargo, el nuevo espacio no consigue mantener la audiencia de Toni Clapés, siendo reemplazado un año después por otro magacín, On vols anar a parar?, con Llucià Ferrer al frente. Asimismo, la temporada 2006/07 también supone el regreso de Manel Fuentes a la emisora, con el espacio Problemes doméstics.

### Vigésimo quinto aniversario
La emisora celebró su vigésimo quinto aniversario presentando una programación especial durante la temporada del 2007-2008. La celebración oficial tuvo lugar el 20 de junio de 2008 en el Teatre Nacional de Catalunya, donde se representó un espectáculo inspirado en La guerra de los mundos de Orson Welles. Participaron una cincuentena de profesionales que entonces trabajaban en la emisora, o que habían trabajado. El espectáculo fue presentado por Josep Maria Pou y dirigido por Enric Llort e incluyó una crónica de las noticias más relevantes de los últimos veinticinco años. Durante la temporada 2007/08 la programación habitual fue: El matí de Catalunya Ràdio (presentado por Antoni Bassas); Problemes domèstics (presentado por Manel Fuentes); L'oracle (presentado por Xavier Grasset); On vols anar a parar? (presentado por Llucià Ferrer); L'ofici de viure (presentado por Gaspar Hernández); El suplement (presentado por Xavier Solà); Tot gira (presentado por Marc Negre); Catalunya vespre (presentado por Kilian Sebrià); El café de la república (presentado por Joan Barril); Els millors anys de la nostra vida (presentado por Bernat Soler); L'esport al punt; La finestra indiscreta (presentado por Àlex Gorina); Mans (presentado por Quim Rutllant i Ester Plana); Els 25 (presentado por Mireia Mallol); Memòria selectiva (presentado por Jordi García-Soler); TR3S C (presentado por Núria Farré); L'hora de les Bruixes (presentado por Santi Carreras); Geografía Humana (presentado por Maite Sadurní); L'hora de Plutó (presentado por Núria Ribó) y Tàpias variades (presentado por Pere Tàpias).          
En la temporada 2008/09 la emisora sufre una importante remodelación programática, con cambios destacables en sus principales espacios: el magacín de las mañanas, El matí de Catalunya Ràdio, el magacín de tardes, On vols anar a parar y el magacín de los fines de semana, El suplement. En este último Xavier Solà abandona la presentación del programa tras veinte años, para hacerse cargo de un nuevo espacio en la emisora: Concurs d'idees. El relevo lo toma Núria Ribó. Para las tardes, la emisora sustituye el magacín de Llucià Ferrer por Hem de parlar, un programa conducido por tres presentadoras: Marta Alonso, Flora Saura y Míriam Fuster. Finalmente, en El matí de Catalunya Ràdio, Neus Bonet sustituye a Antoni Bassas, tras catorce años al frente del programa más escuchado de la radio en Cataluña. El 18 de julio de 2007, con motivo del último programa, decenas de oyentes se congregaron en las puertas de la emisora para mostrar su rechazo a la marcha de Bassas por considerarla una represalia de carácter político, ya que pocos meses antes Joan Ferran, diputado del Partido de los Socialistas de Cataluña, había acusado al locutor de aprovechar la emisora pública para lanzar arengas nacionalistas. Otro de los cambios destacados de la temporada es la recuperación de un programa histórico de la emisora, eliminado cuatro años atrás, La nit dels ignorants, presentado en esta nueva etapa por Mireia Mallol.          
En la temporada 2009/10 los programas son: El matí de Catalunya Ràdio (presentado y dirigido por Manel Fuentes); Tot és molt confús (presentado y dirigido por Pere Mas); L'informatiu migdia (presentado por Victoria Vilaplana en la información general, Robert Prat en los deportes, y dirigido por Joan García); L'oracle (presentado y dirigido por Xavier Graset); El secret (presentado y dirigido por Sílvia Cóppulo); Catalunya vespre (presentado y editado por Kilian Sebrià, con la subdirección de Carme Clèrie); Catalunya vespre esports (presentado y realizado por Òscar Fernández); L'ofici de viure (presentado y dirigido por Gaspar Hernández); El café de la república (presentado y dirigido por Joan Barril); El club de la mitjanit (presentado y dirigido por Pere Escobar); La nit dels ignorants (presentado y realizado por Mireia Mallol); El visitant (presentado y dirigido por Enric Lucena); Mans (presentado y dirigido por Quim Rutllant i Esther Plana); Tàpias variades (presentado y dirigido por Pere Tàpias); El suplement (presentado y dirigido por Núria Ferre); Solidaris (presentado y dirigido por Rita Marzoa); Tot gira (presentado y editado por Marc Negre); Generació digital (presentado y realizado por Jordi Sellas); TR3S C (presentado y realizado por Dolors Martínez); L'internauta (presentado y realizado por Vicent Partal); L'hora de les bruixes (presentado y realizado por Santi Carreras); La finestra indiscreta (presentado y realizado por Àlex Gorina); Geografía humana (presentado y dirigido por Maite Sadurní); Paraules de vida (presentado y realizado por Emili Pacheco); Eduqueu les criatures (presentado y realizado por Carles Capdevila); En guàrdia (presentado y dirigido por Enric Calpena); Memòria selectiva (presentado y realizado por Jordi García-Soler); Vist i no vist (presentado y dirigido por Valentí San Juan); L'hora de plutó (presentado y realizado por Nuria Ribó); L'Informatiu del migdia de cap de setmana (presentado y editado por Marta Bellès) y Catalunya Matí (presentado y editado por Francesc Soler).          
En la temporada 2010/11, la emisora intentó mantener la misma programación que había tenido durante la temporada anterior, y se propuso dar más presencia a la participación de los oyentes mediante el uso de distintas redes sociales. De esta manera, durante la temporada 2010/11 se emite El matí de Catalunya Ràdio (presentado y dirigido por Manel Fuentes); Tot és molt confús (presentado y dirigido por Pere Mas); L'informatiu migdia (presentado por Victoria Vilaplana y dirigido y editado por Joan García); L'informatiu migdia esports (presentado y editado por Robert Prat); L'oracle (presentado y dirigido por Xavier Graset); El secret (presentado y dirigido por Sílvia Cóppulo); Catalunya vespre (presentado y editado por Kilian Sebrià, con la subdirección de Carme Clèries); Catalunya vespre esports (presentado y realizado por Òscar Fernández); L'ofici de viure (presentado y dirigido por Gaspar Hernández); El café de la república (presentado y dirigido por Joan Barril); El club de la mitjanit (presentado y dirigido por Pere Escobar); La nit dels ignorants (presentado y realizado por Xavier Solà); El visitant (realizado por Enric Lucena); Mans (presentado y dirigido por Quim Rutllant i Esther Plana); El suplement (presentado y dirigido por Tatiana Sisquella); Solidaris (presentado y dirigido por Rita Marzoa); Tot gira (presentado y editado por Marc Negre); Generació digital (presentado y realizado por Jordi Sellas); La finestra indiscreta (presentado y realizado por Àlex Gorina); Geografía humana (presentado y dirigido por Maite Sadurní); Paraules de vida (presentado y realizado por Emili Pacheco); En guàrdia (presentado y dirigido por Enric Calpena); L'hora de plutó (presentado y realizado por Nuria Ribó); L'Informatiu del migdia de cap de setmana (presentado y editado los fines de semana por Marta Sànchez); Catalunya Matí (presentado y editado por Francesc Soler); Avui toca (presentado y dirigido por Anna Ayala); El matí en festiu (presentado y dirigido por Francesc Soler); Converses (dirigido y presentado por Jordi García-Soler). Dossier CR (realizado por Esther Garriga); Fora de catàleg (realizado por Xavier Salvà) y Per començar el dia (realizado por Magda Llurba).          
En la temporada 2011/12 la programación sufrió muy pocos cambios. El 2 de mayo de 2012, el consejo de gobierno de la Corporación Catalana de Medios Audiovisuales, anunció el cambio de director de Catalunya Ràdio que fue Fèlix Riera. Ramón Mateu Llevadot, antiguo director desde junio de 2009, fue designado director de estrategias y marca de la CCMA. Los programas de la temporada 2011/12 son: El matí de Catalunya Ràdio (presentado y dirigido por Manel Fuentes); Tot és molt confús (presentado y dirigido por Pere Mas); Tenim un punt (presentado por Francesc Garriga); L'informatiu migdia (presentado por Marta Romagosa); L'oracle (presentado y dirigido por Xavier Graset); La tribu de Catalunya Ràdio (presentado y dirigido por Tatiana Sisquella); Catalunya vespre (presentado y editado por Kilian Sebrià, con la subdirección de Carme Clèries); Catalunya vespre esports (presentado y realizado por Òscar Fernández); El café de la república (presentado y dirigido por Joan Barril); El club de la mitjanit (presentado y dirigido por Pere Escobar); La nit dels ignorants (presentado y realizado por Xavier Solà); El visitant (realizado por Enric Lucena); Mans (presentado y dirigido por Quim Rutllant i Esther Plana); El suplement (presentado y dirigido por Silvia Cóppulo); L'ofici de viure (presentado y dirigido por Gaspar Hernández); Solidaris (presentado y dirigido por Rita Marzoa); Tot gira (presentado y editado por Marc Negre); Generació digital (presentado y realizado por Jordi Sellas); La finestra indiscreta (presentado y realizado por Àlex Gorina); Geografía humana (presentado y dirigido por Maite Sadurní); Paraules de vida (presentado y realizado por Emili Pacheco); En guàrdia (presentado y dirigido por Enric Calpena); L'Informatiu del migdia de cap de setmana (presentado y editado los fines de semana por Francesc Soler); Catalunya Matí (presentado y editado por Marta Sánchez); Avui toca (presentado y dirigido por Anna Ayala); El matí de Catalunya Ràdio en Festius intrasetmanals (presentado y dirigido por Francesc Soler); Converses (dirigido y presentado por Jordi García-Soler); Dossier CR (realizado por Esther Garriga); Fora de catàleg (realizado por Xavier Salvà); y Per començar el dia (realizado por Magda Llurba).          

### Trigésimo aniversario
En 2013 Catalunya Ràdio cumple su 30 aniversario con actividades y programas especiales. En agosto de 2013 los trabajadores de Catalunya Ràdio aceptaron un pre acuerdo de la ERO, que afectó una cantidad de trabajadores durante un periodo de cuatro años. Los cambios más relevantes de esa temporada fueron Mònica Terribas como nueva presentadora y directora dr El matí de Catalunya Ràdio, el nacimiento de un nuevo programa de sexualidad Les mil i una nits de Maria de la Pau Janer y finalmente el relevo de Marc Negre, presentador del programa deportivo Tot gira, por David Clupés.   
En julio de 2015 fue destituido Fèlix Riera de la dirección de la emisora. Algunos políticos acusaron a la CCMA de hacerlo por motivos políticos, aunque esa siempre lo negó. Esas acusaciones de basaban en el hecho que Riera era militante de Unión Democrática de Cataluña, partido que en ese momento se había separado de Convergència Democràtica de Catalunya. El 12 de enero de 2016 se anunció que Saül Gordillo sería el nuevo director de la emisora. En 2015 protagonizaron la canción del verano la banda de Projecte Mut de TV3 y Catalunya Ràdio, que llevaba el nombre de Junts.
El 21 de octubre de 2017, en el contexto del proceso de independencia de Cataluña, Catalunya Ràdio, TV3, y la Agencia Catalana de Noticias (ACN), fueron amenazadas por parte del Gobierno español. Ese mismo dio a conocer la intención del Gobierno de intervenir en los medios de comunicación públicos catalanes a través de la aplicación del artículo 155. Tras la aplicación del artículo 155, se instó a los trabajadores de Catalunya Ràdio a que cumplieran con unas nuevas normas de estilo, cambiando o modificando algunas expresiones. De esta manera, uno de los cambios lingüísticos más mediáticos (entre otros muchos) fue que los políticos catalanes que estaban en prisión deberían ser denominados "políticos presos" y no podían citarse como "presos políticos". A pesar de esto, algunos trabajadores hicieron caso omiso a las nuevas indicaciones y siguieron utilizando un lenguaje propio, como en el caso especialmente relevante de Mònica Terribas en el programa El matí de Catalunya Ràdio, politizando mucho los contenidos del programa, lo que provocó grandes conflictos con los ciudadanos no independentistas que protestaron violentamente ante la sede de la emisora y saturaron las líneas telefónicas para boicotear los programas.

### Trigésimo quinto aniversario
En verano de 2018, Catalunya Ràdio cumple el 35 aniversario de la emisora, realizando actividades y programas especiales.  

## Presentadores destacados

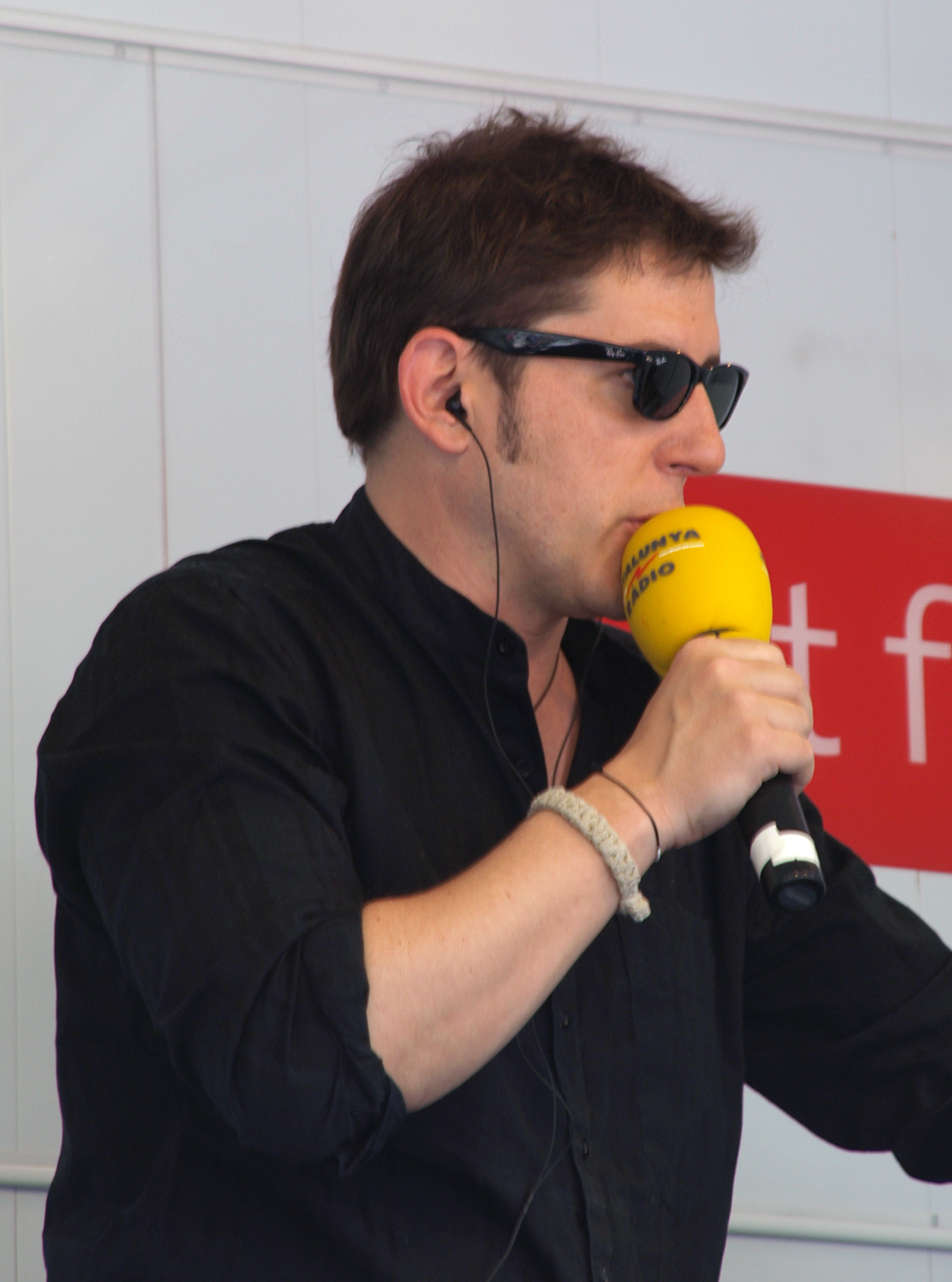
Manel Fuentes.
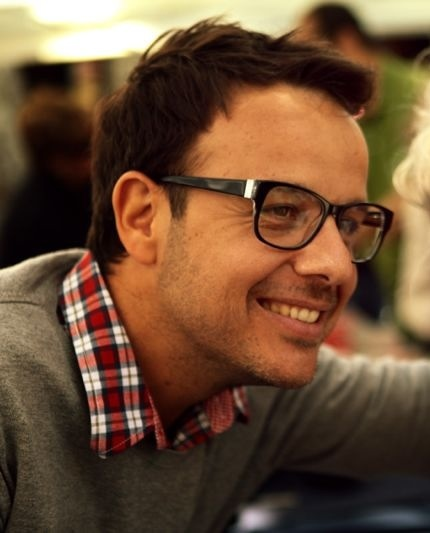
Àngel Llàcer.
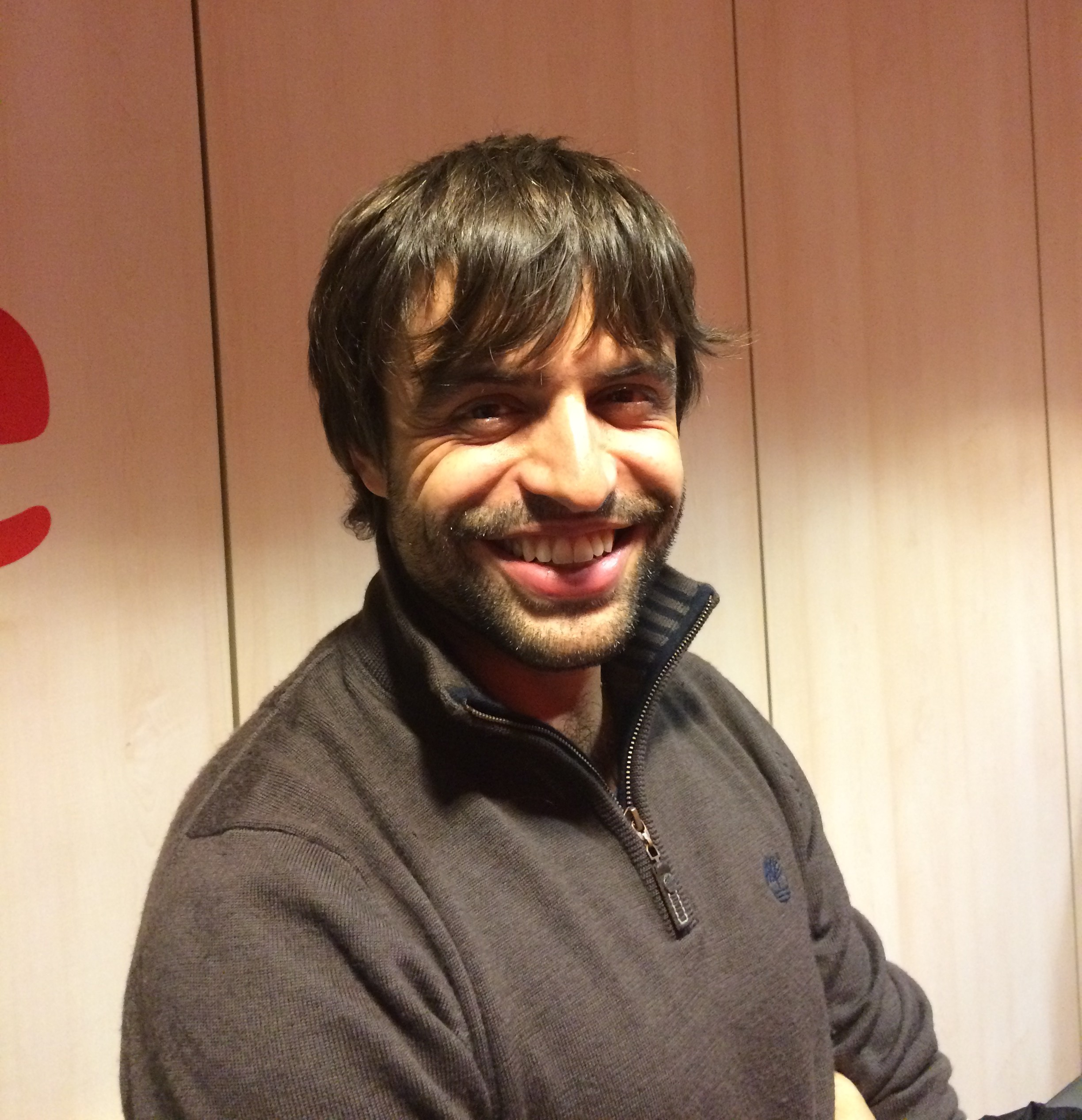
Manu Guix.
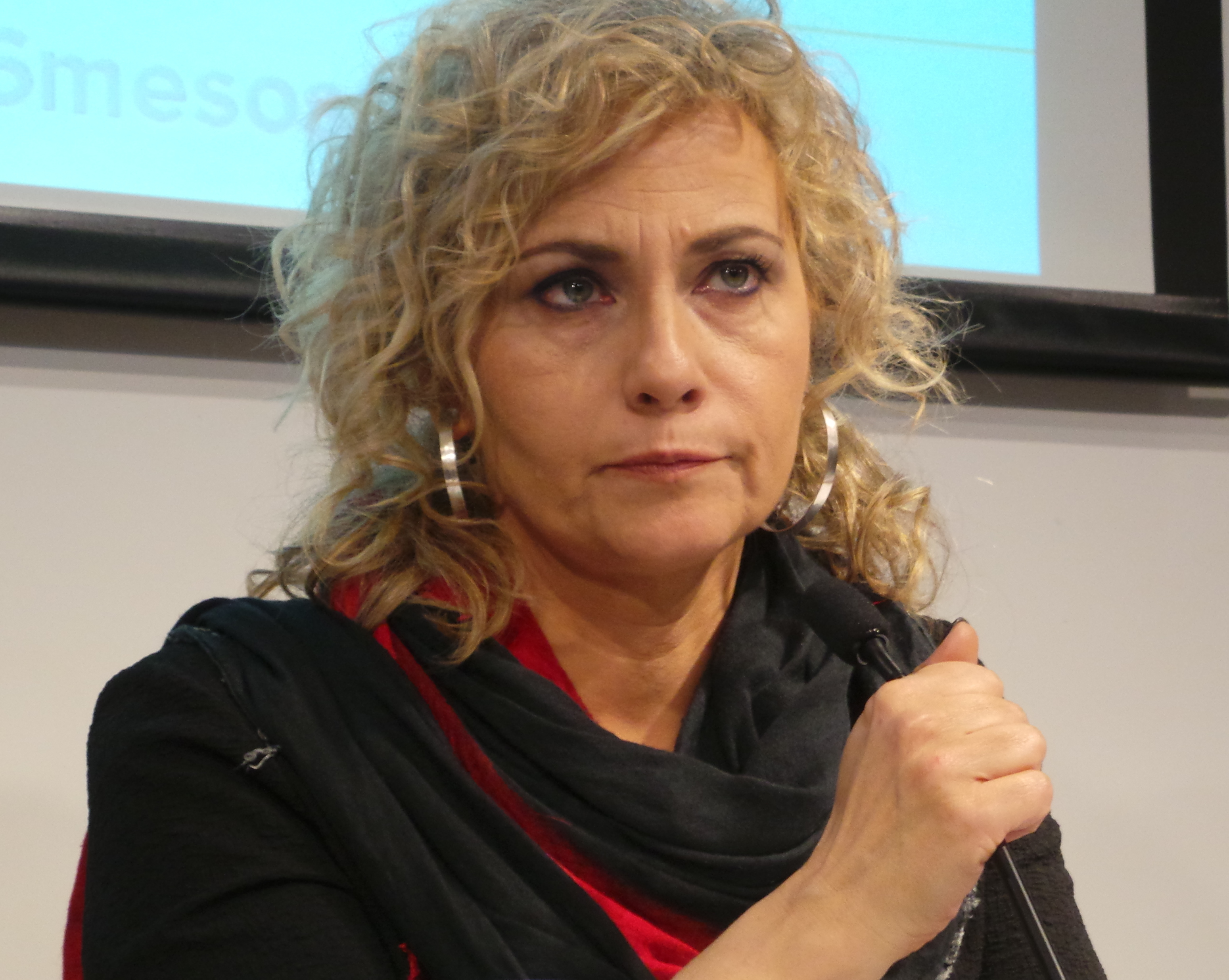
Mònica Terribas.
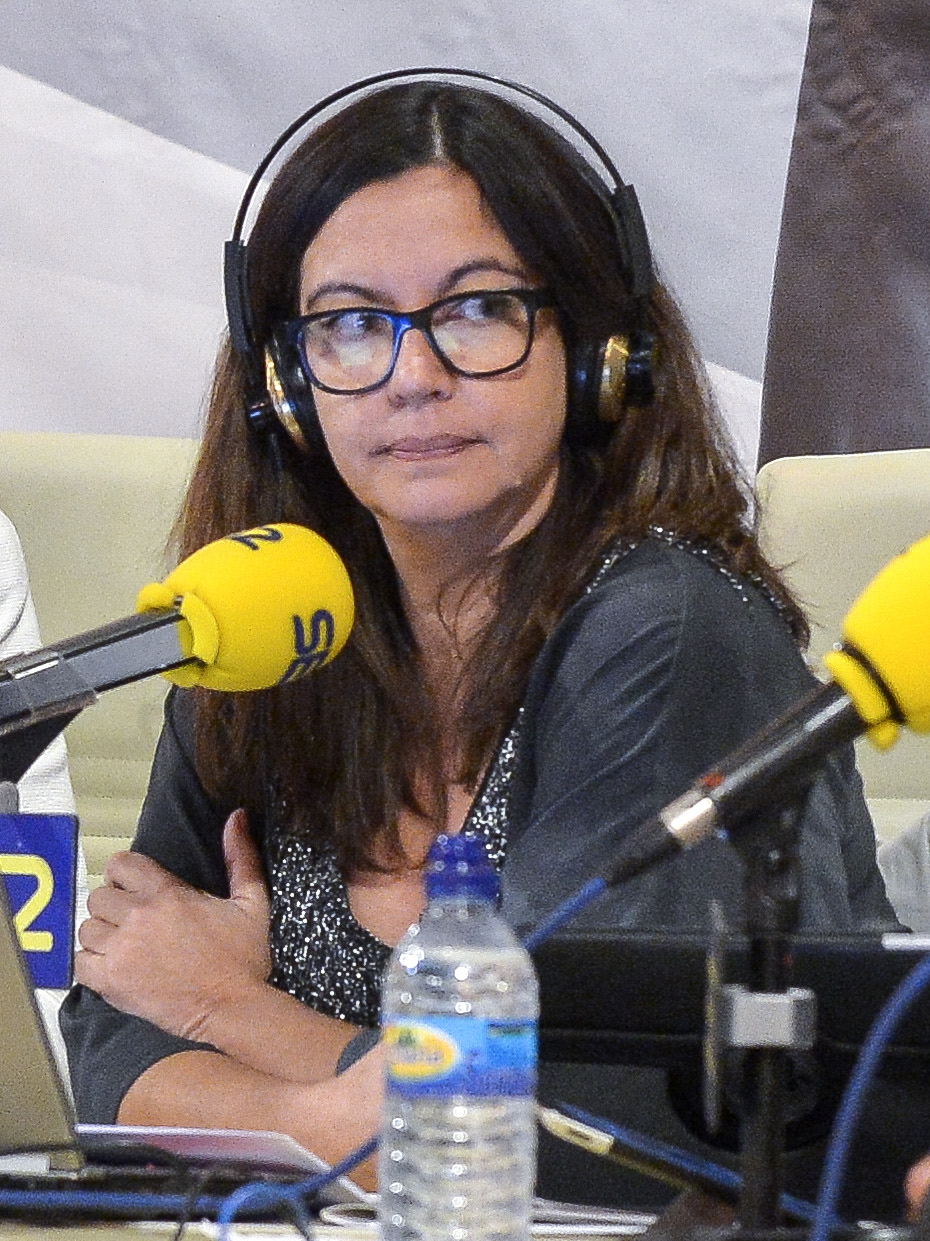
Àngels Barceló.
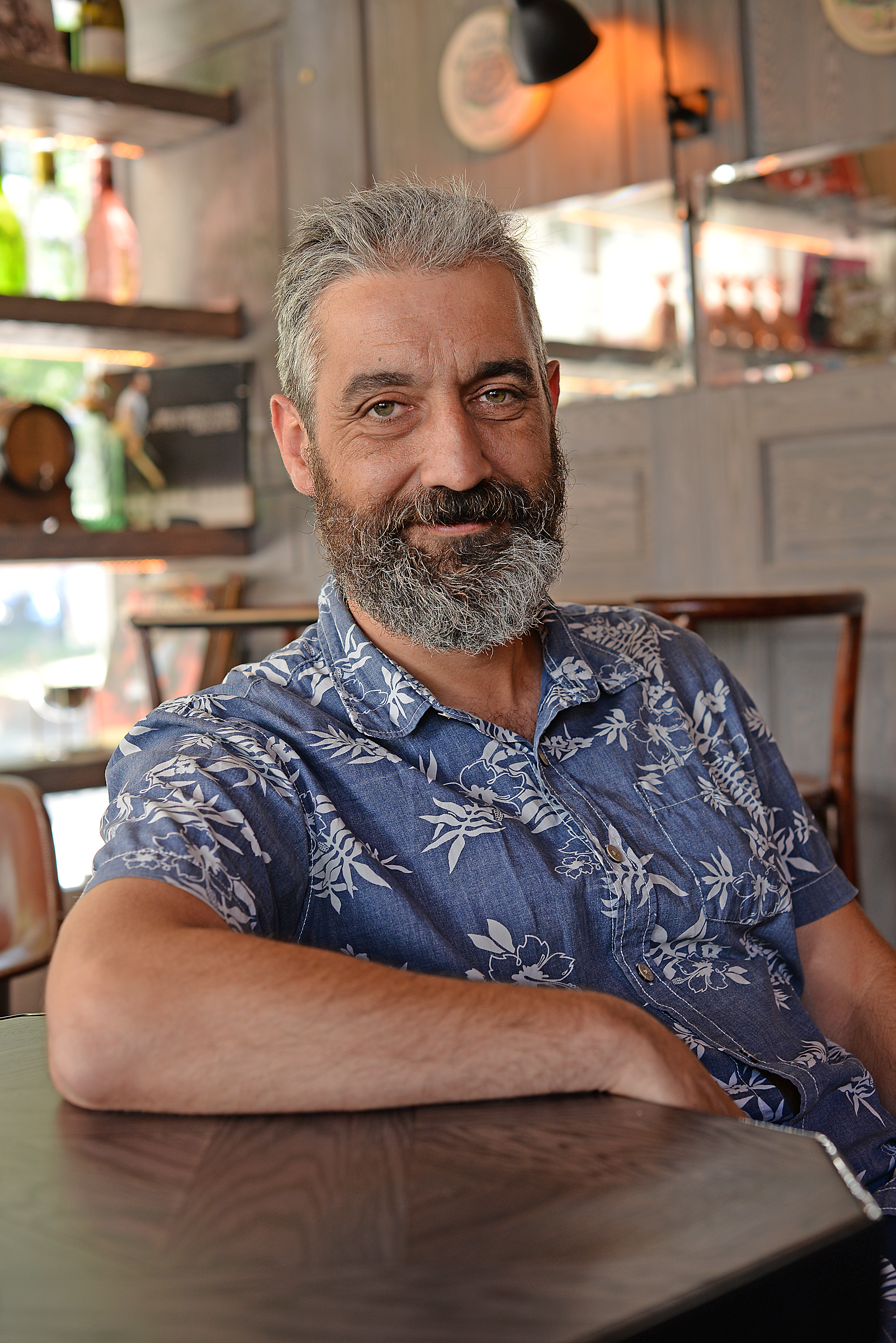
Roger de Gràcia.
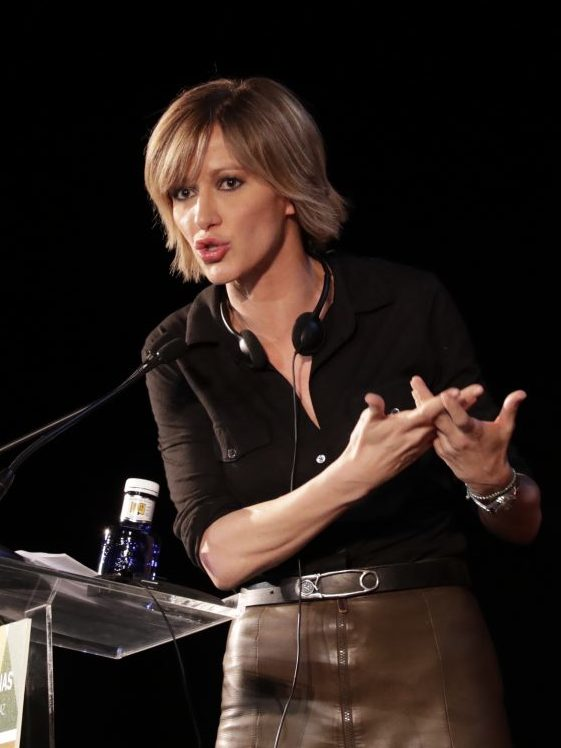
Susanna Griso.
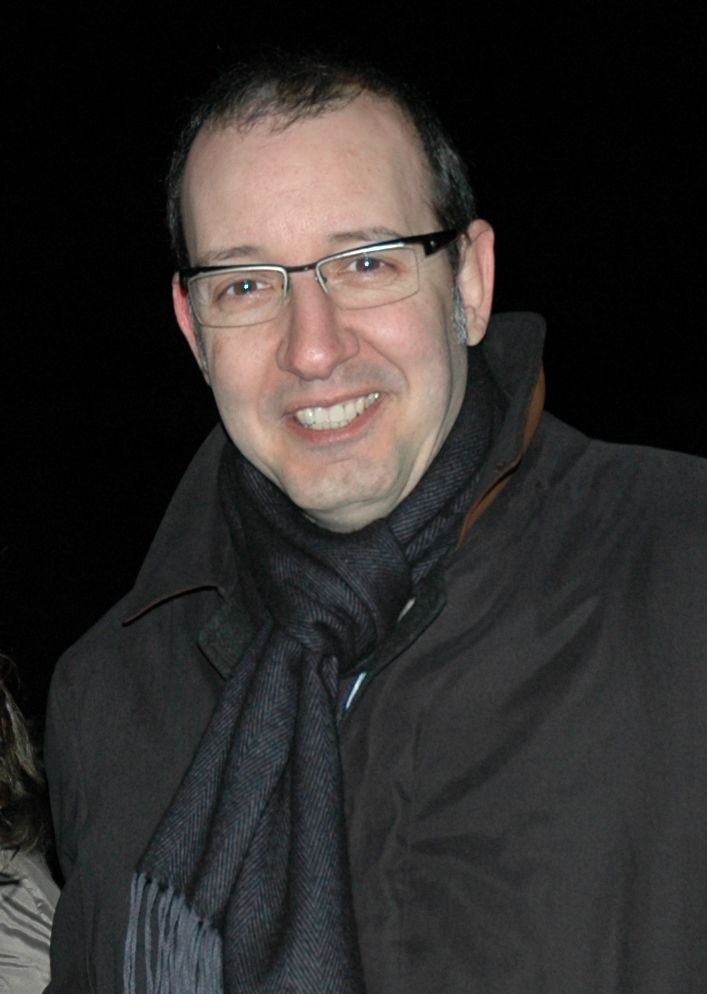
Antoni Bassas.
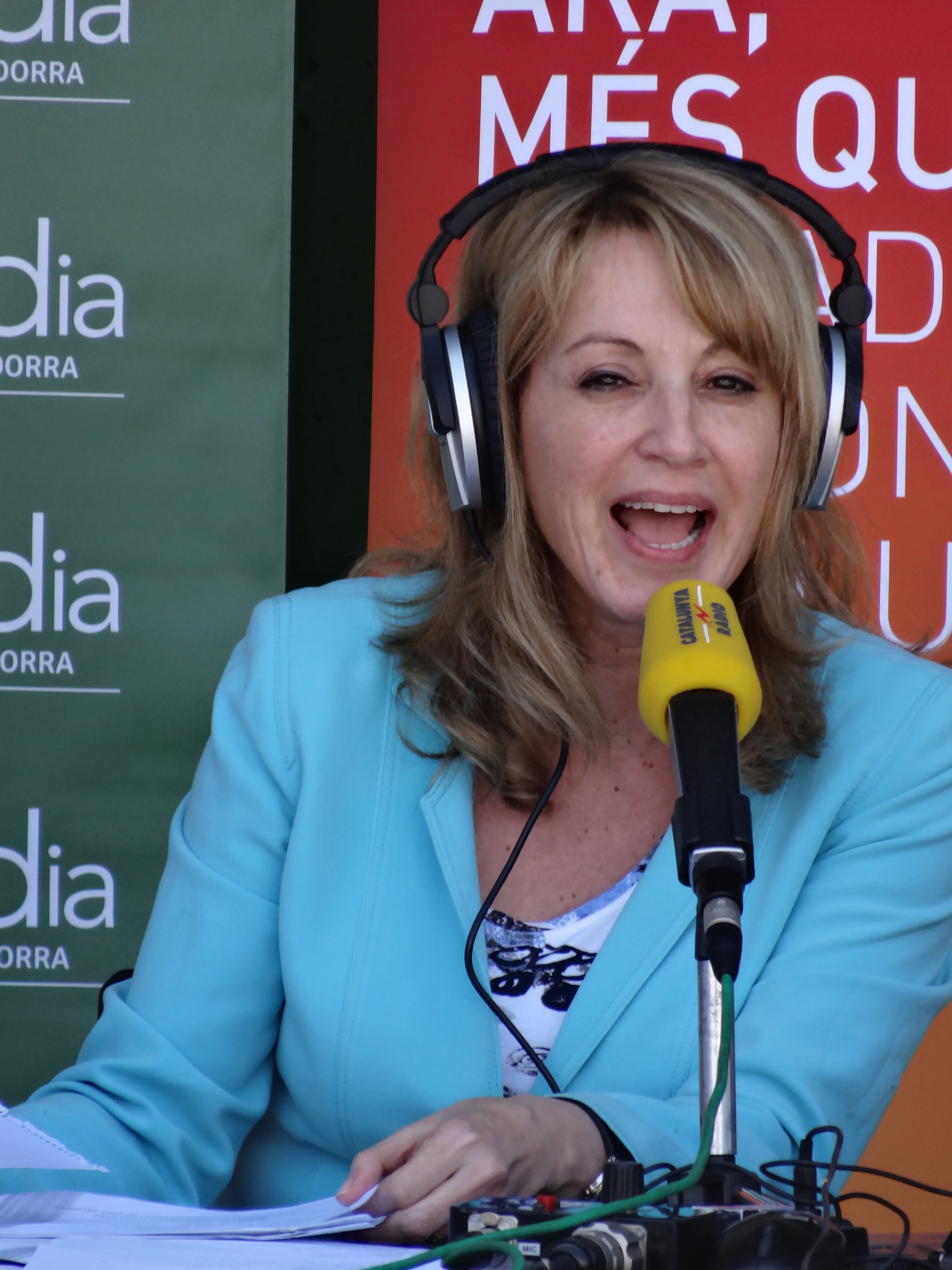
Sílvia Cóppulo.
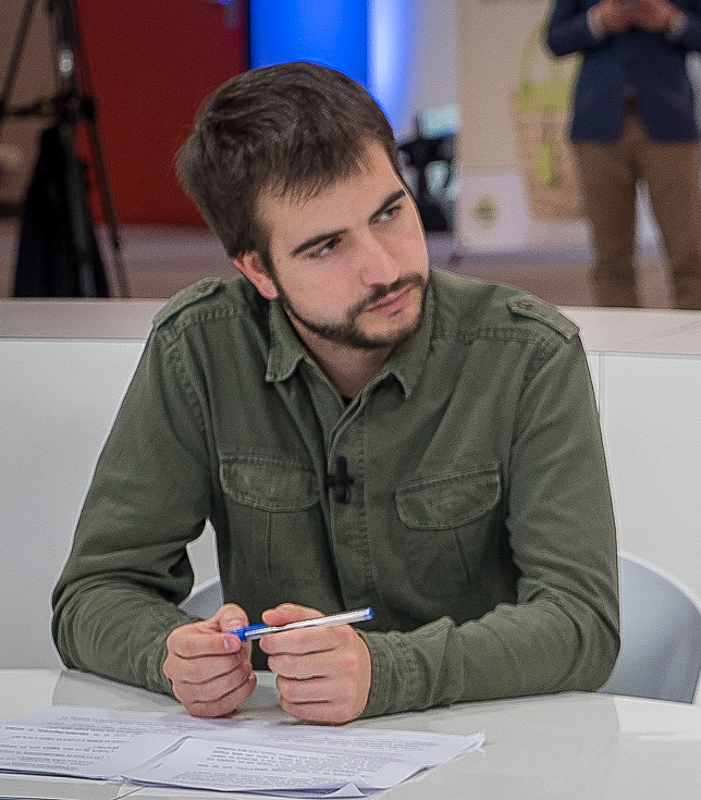
Ricard Ustrell.
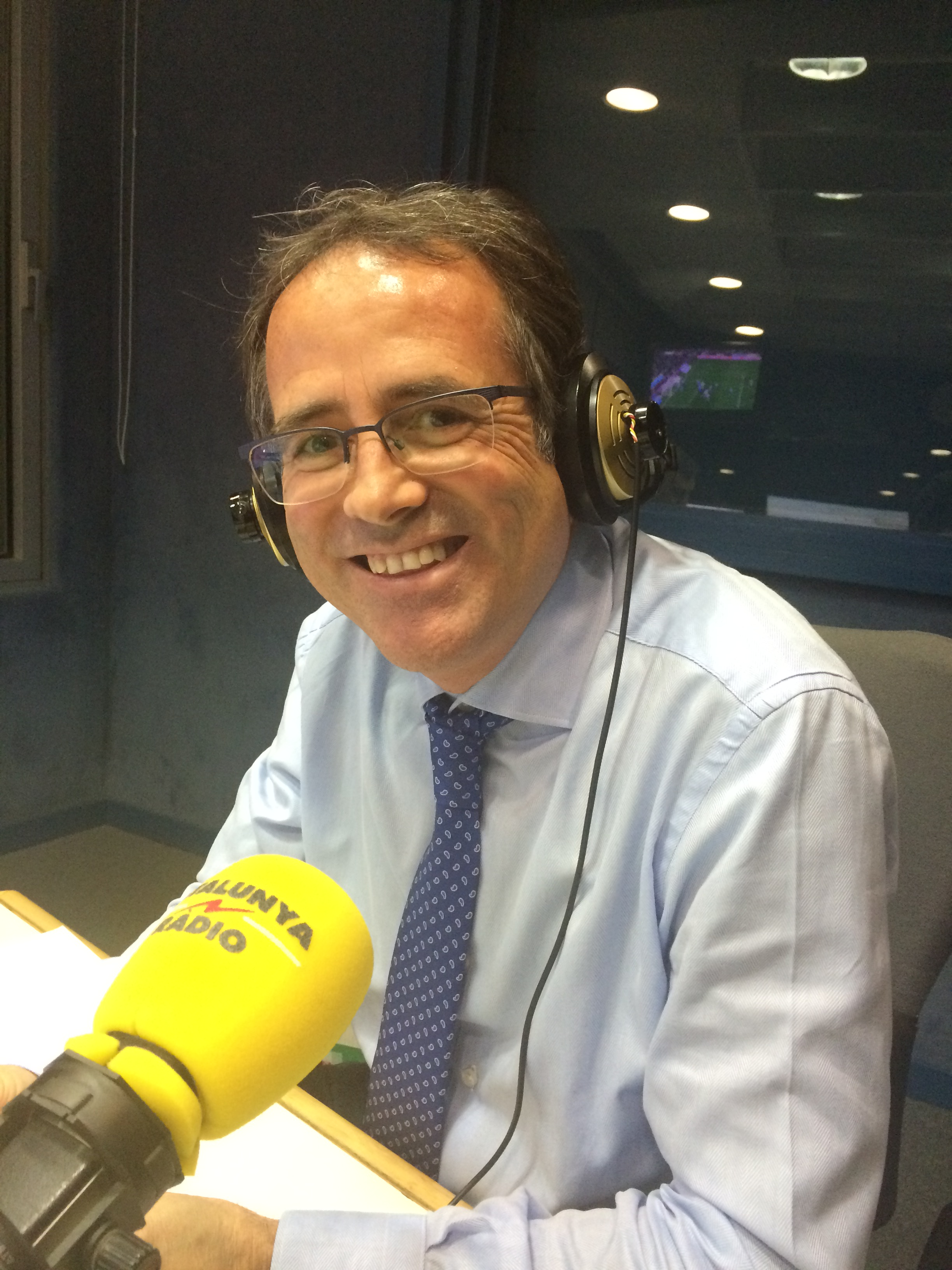
Kilian Sebria.
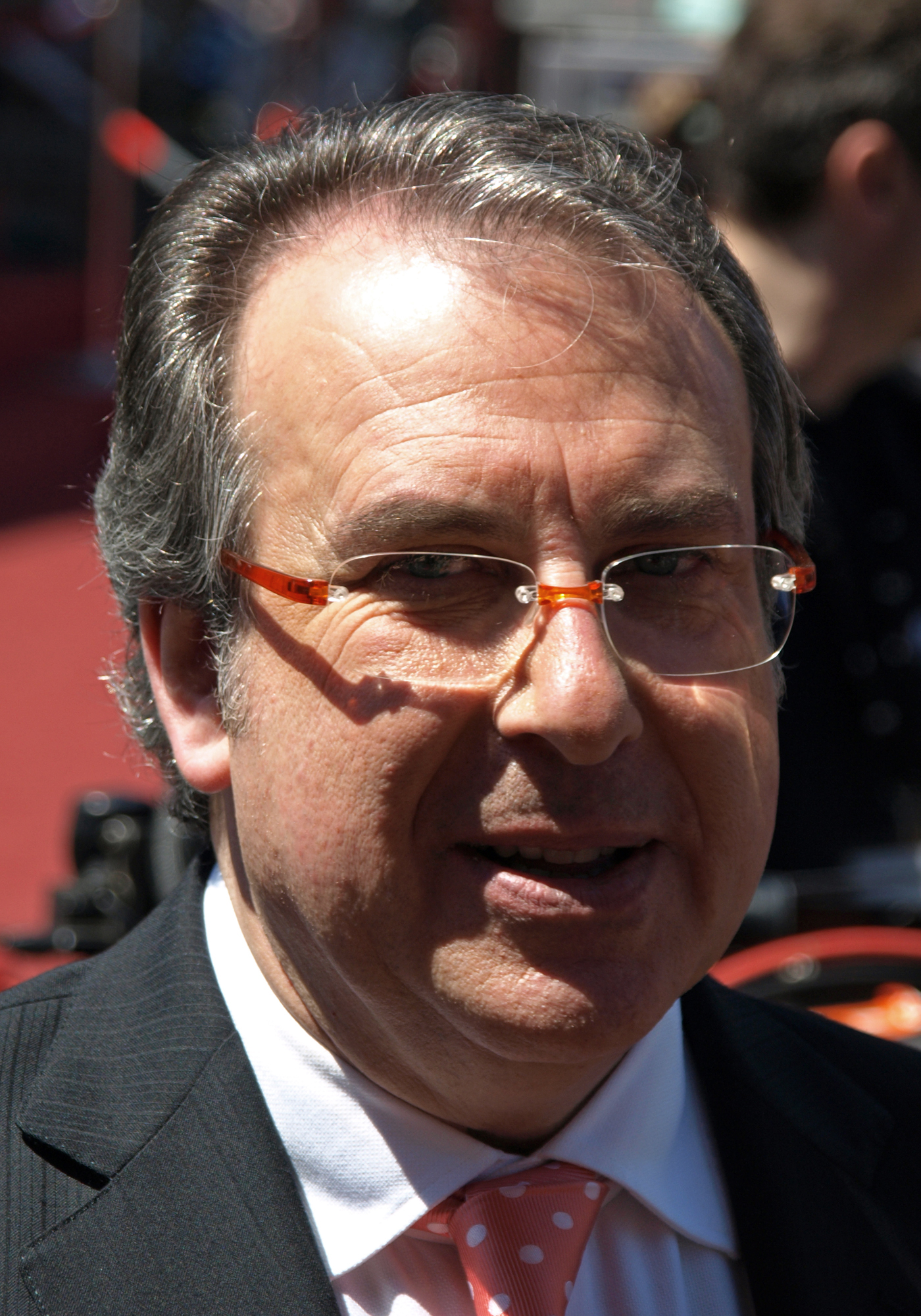
Josep Cuní.

## Programación

### Programas actuales
- El matí de Catalunya Ràdio. Presentado y dirigido por Ricard Ustrell.
- L'última hora del matí de Catalunya Ràdio. Presentado y dirigido por Quim Morales.
- Que no surti d'aquí Presentado por Roger Carandell, Juliana Canet y Marta Montaner.
- Catalunya migdia. Presentado por Óscar Fernández.
- La tarda de Catalunya Radio. Presentado y dirigido por Elisenda Carod.
- Tot Costa. Presentado y realizado Jordi Costa y Sonia Gelmà.
- Catalunya nit. Presentado y editado por Manel Alías
- La nit dels ignorants 3.0. Presentado y realizado por Xavier Solà.
- La finestra indiscreta. Presentado y dirigido por Àlex Gorina.
- El suplement. Presentado y dirigido por Roger Escapa.
- El divan. Presentado y dirigido por Sílvia Cóppulo.
- Mans. Presentado y dirigido por Quim Rutllant i Esther Plana.
- Catalunya migdia (cap de setmana). Presentado y editado por Neus Bonet.
- Tot gira migdia. Presentado y dirigido por Maria Guixà.
- Solidaris. Presentado y dirigido por Montse Folch.
- En Guàrdia.Presentado y dirigido por Enric Calpena.
- Tot gira. Presentado y editado por David Clupés.
- Ciutat Maragda. Presentado y dirigido por David Guzmán.
- Revolució 4.0. Presentado y dirigido por Xantal Llavina.
- Generació digital. Presentado y realizado por Albert Murillo.
- L'ofici de viure. Presentado y dirigido por Gaspar Hernández.
- L'audiovisual. Presentado y dirigido por Àlex Gorina.
- Pista de fusta. Presentado y dirigido por Miqui Puig.
- iCat Tapes.
- Geografía humana. Presentado y dirigido por Maite Sadurní.
- Paraules de vida. Presentado y dirigido por Emili Pacheco.
- La transmissió d'en Puyal - LaTdP. Presentado y dirigido por Joaquím M.ª Puyal.
- La transmissió de l'Espanyol. Presentado y dirigido por Eudald Serra.
- La transmissió del Girona. Presentado y dirigido por Eduard Solà.
- Per començar el dia. Presentado y dirigido por Magda Llurba.
- El matí de Catalunya Ràdio (Festivos entre semana). Presentado y dirigido por Albert Segura.
- L'ofici d'educar. Presentado y dirigido por Elisabet Pedrosa.
- 5 songs. Presentado y dirigido por Blai Marsé.
- Els viatgers de la Gran Anaconda. Presentado y dirigido por Toni Arbonès.
- Sona 9. Presentado y dirigido por Lluís Gendrau.
- Interferències. Presentado y dirigido por Montse Virgili.
- Fons d'armari. Presentado y dirigido por Mercè Folch.
- Serioses. Presentado por Cristina Bordas y Sílvia Comet.
- Sans i estalvis. Presentado y dirigido por Àdam Martín.
- Líquids. Presentado y dirigido por Xavier Grasset.

### Programas históricos
- Adelina Boulevard. Presentado por Adelina Castillejo.
- Dia a dia, rock a rock. Presentado por Jordi Tardà.
- El lloro, el moro, el mico i el senyor de Puerto Rico. Presentado por Jordi Vendrell.
- El Matí de Josep Cuní. Presentado por Josep Cuní.
- Fil directe. Presentado por Sílvia Cóppulo y Àngels Barceló
- Inèdits i pirates
- L'aparador. Presentado por Neus Bonet.
- L'aventura és l'aventura. Presentado por Josep Maria Bachs
- La nit dels ignorants. Presentado por Carles Cuní y posteriormente por Sílvia Tarragona y Joan Bosch.
- La solució. Presentado por Carles Pérez.
- Pasta Gansa. Presentado por Mikimoto.
- Plàstics i Dràstics.Presentado por Angels Bronsoms y Jordi Beltran.
- Tarda Tardà'. Presentado por Jordi Tardà.
- Força Esports. Presentado y dirigido por Santi Carreras
- Ui, avui!!
- Xec en blanc. Presentado por Fina Brunet.
- El suplement. Presentado por Xavier Solà.
- Sintonía Alfa. Presentado por el Andreas Faber-Kaiser.
- Els Optimistes. Presentado por Àngel Llàcer y Manu Guix.

## Cobertura
Catalunya Ràdio dispone de una red propia de repetidores que le permite cubrir toda la comunidad autónoma de Cataluña, el Rosellón (Francia) y Andorra. Además, emite en TDT en toda Cataluña, a través de los canales 44 en Barcelona, 30 en Gerona, 22 en Lérida, 24 en Tarragona y 46 en la Cerdaña, además de emitir por el 26 en las Islas Baleares.

## Frecuencias
Provincia de Barcelona
- Arenys de Munt: 88.0 FM
- Barcelona: 102.8 FM
- Cabrils: 91.7 FM
- Collsuspina: 99.7 FM
- Guardiola de Berga: 90.1 FM
- Igualada: 99.2 FM
- Manresa: 97.3 FM
- Pineda de Mar: 90.7 FM
- San Celoni: 97.2 FM
- San Pedro de Ribas: 95.6 FM
- San Pedro de Torelló: 96.2 FM
- Serchs: 89.5 FM

 Provincia de Gerona
- Arbucias: 88.5 FM
- Cadaqués: 104.1 FM
- Calonge: 92.5 FM
- Camprodón: 92.6 FM
- Gerona: 102.2 FM
- Lloret de Mar: 104.6 FM
- Massanet de Cabrenys: 105.5 FM
- Montagut y Oix: 91.5 FM
- Olot: 88.5 FM
- Palamós: 92.9 FM
- Portbou: 92.7 FM
- Ribas de Freser: 101.4 FM
- Ripoll: 95.3 FM
- Riu: 105.3 FM
- San Hilario Sacalm: 90.7 FM
- Tosa de Mar: 94.7 FM

 Provincia de Lérida
- Almacellas: 88.9 FM
- Almenar: 89.7 FM
- Artesa de Segre: 89.5 FM
- Baqueira: 97.6 FM
- Bohí: 95.4 FM
- Bosost: 104.7 FM
- Cubélls: 88.7 FM
- Lérida: 100.7 FM
- Orgaña: 102.0 FM
- Oliana: 96.9 FM
- Pont de Suert: 90.0 FM
- Ponts: 88.3 FM
- Prulláns: 91.1 FM
- Senterada: 92.0 FM
- Seo de Urgel: 104.6 FM
- Solsona: 96.1 FM
- Soriguera: 95.4 FM
- Tremp: 103.0 FM
- Viella y Medio Arán: 89.5 FM
- Vilaller: 104.7 FM

 Provincia de Tarragona
- Cabra del Campo: 88.4 FM
- Calafell: 97.9 FM
- Falset: 93.8 FM
- Flix: 94.3 FM
- Montblanch: 97.5 FM
- Roquetas: 88.4 FM
- San Carlos de la Rápita: 97.4 FM
- Tarragona: 100.2 FM
- Ulldemolins: 90.0 FM
- Vendrell: 98.2 FM

 Provincia de Huesca
- Montanuy: 104.7 FM

 Islas Baleares
- Alcudia/Mallorca: 96.4 FM
- Buñola/Mallorca: 93.3 FM
- Mercadal/Menorca: 95.2 FM
- Sant Llorenç de Balàfia/Ibiza: 95.5 FM

## Listado de directores
| Director/a                                                                                           | Inicio | Final    |
| --- | ------ | -------- |
| Jordi Costa Riera                                                                                    | 1982   | 1983     |
| Josep Maria Francino Arenillas                                                                       | 1983   | 1983     |
| Carles Vilarrubí Carrió                                                                              | 1983   | 1984     |
| Agustí Ferrer Rigo                                                                                   | 1984   | 1986     |
| Jordi Daroca Giró                                                                                    | 1986   | 1988     |
| Lluís Oliva Vàzquez de Novoa                                                                         | 1988   | 1995     |
| Joan Maria Clavaguera Llauradó                                                                       | 1995   | 2002     |
| Eugeni Cabanes Duran                                                                                 | 2002   | 2004     |
| Montserrat Minobis Puntonet                                                                          | 2004   | 2005     |
| Oleguer Sarsanedas Picas                                                                             | 2005   | 2009     |
| Ramón Mateu Llevadot                                                                                 | 2009   | 2012     |
| Fèlix Riera Prado                                                                                    | 2012   | 2015     |
| Jordi Català Gimeno (jefe de Programas) Francesc Cano Castells (jefe de Informativos) (En funciones) | 2015   | 2016     |
| Saül Gordillo Bernàrdez                                                                              | 2016   | 2022     |
| Jordi Borda Marsiñach                                                                                | 2022   | presente |